# Walgoolan
Walgoolan ist ein heute kleiner Ort in Western Australia im  Westaustralischen Weizengürtel. Er liegt 290 Kilometer nordöstlich von Perth und acht Kilometer östlich von Burracoppin.

## Name
Der Name Walgoolan stammt von den Aborigines und bedeutet „der Platz auf dem die kleinen Büsche wachsen“.

## Geschichte
In das Gebiet von Walgoolan führte in den Jahren von 1895 und 1899 ein Nebengleis der Eisenbahn. Erste Siedler ließen sich ab 1913 dort nieder. Nach dem Ersten Weltkrieg ließen sich 1922 nahezu 100 Siedler nieder, die das Gelände rodeten und Weizen anbauten. Der Ort entwickelte sich, sie besaß fünf Schulen, einen Tennisplatz und Cricket Club. Die Stadt beherbergte Organisation wie die Country Women’s Association und Wheat Growers. 1923 erfolgte die Stadtgründung. Nach einem Bericht aus dem Jahr 1926 gab es eine festgemauerte Halle, die für kulturelle und gemeinschaftliche Veranstaltungen genutzt wurde.
Die Weltwirtschaftskrise von 1929 und die folgende langanhaltende Dürre führten dazu, dass sich der Ort in der Folgezeit entvölkerte. 1932 wird berichtet, dass es zwei Getreidespeicher in der Stadt gab. Infolge der langanhaltenden Trockenheit versammelten sich im Jahr 1932 Emus zu einer großen Herde, die den sogenannten Emu War auslöste. Die Tiere drangen auf der Wasser- und Nahrungssuche in die landwirtschaftlich genutzten Gebiete um den Ort ein. Alle Faktoren bedrohten erfolgreiche Ernten. Die Bewohner der Stadt, die vor allem vom Getreideanbau lebten, verließen sie. 1940 gab es nur noch ein einziges Handelsgeschäft in der Stadt. Der Ort verlor seine Anerkennung als Stadt. 2010 wohnten nur noch zehn Familien im Stadtgebiet.
Im Jahr 2010 wurde in dem Ort zur Erinnerung an die Zeit der Besiedlung ein Pavillon errichtet, der historische Fotos zeigt und die frühen Pioniere namentlich auflistet.